# Al-Mutawakkil und seine Sklavin Mahbuba

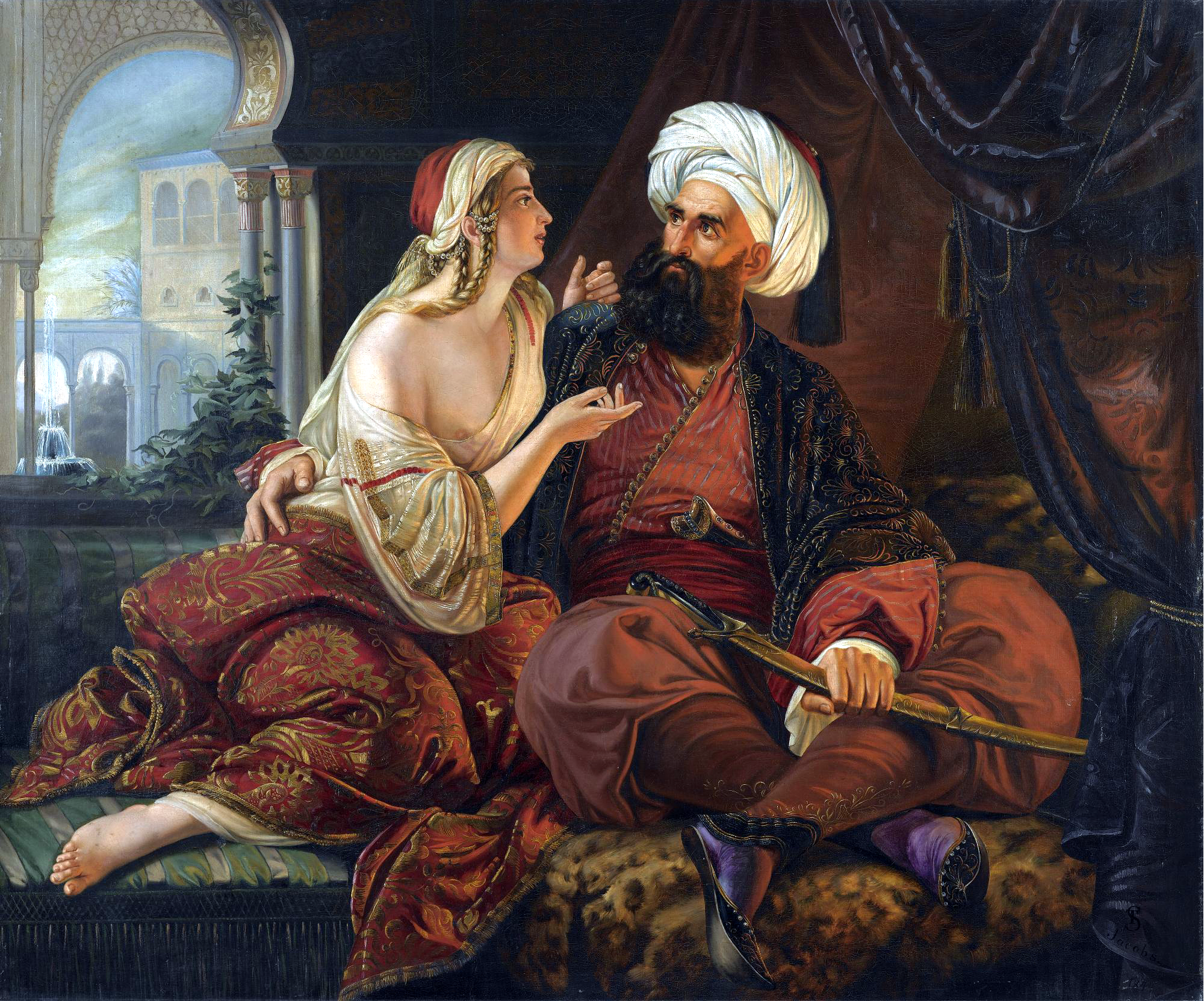
„Al-Mutawakkil und Mahbuba“. Paul Emil Jacobs (1802–1866)

Al-Mutawakkil und seine Sklavin Mahbuba ist ein orientalisches Märchen aus den Geschichten aus Tausendundeiner Nacht. In der Arabian Nights Encyclopedia wird sie als ANE 100 gelistet (→ Tausendundeine Nacht – Liste der Geschichten).
Die Kurzgeschichte berichtet über die Liebe zwischen dem zehnten Abbasiden-Kalifen al-Mutawakkil und seiner Sängersklavin Mahbuba, auch bei letzterer handelt es sich um eine historische Figur.

## Handlung
Der Abbasiden-Kalif al-Mutawakkil besitzt viertausend Sklavinnen, darunter eine Sklavin aus Basra, die ihm Ubaida Ibn Tahir zusammen mit vierhundert anderen Sklaven zum Geschenk gemacht hat. Der Name der Sklavin ist Mahbuba; sie gilt als ausgesprochen schön und liebenswürdig, hat eine herrliche Stimme und viel Fertigkeit beim Lautenspiel, schreibt sehr schön und ist auch eine Dichterin. Al-Mutawakkil ist von ihr so eingenommen, dass er sich keine Stunde von ihr trennen kann. Als sie merkt, wie sehr der Kalif sich zu ihr hingezogen fühlt, wird sie kühn und aufbrausend und erzürnt einmal al-Mutawakkil so sehr, dass er sie von sich stößt und allen Bewohnern des Schlosses verbietet, mit ihr zu sprechen. Nach kurzer Zeit jedoch sehnt sich der Kalif wieder nach ihr. Eines Morgens sagt er einem seiner Gesellschafter: „Ich habe diese Nacht geträumt, ich wäre wieder mit Mahbubah versöhnt.“ Der Mann erwidert: „Ich hoffe von dem erhabenen Gott, dass dieser Traum sich verwirkliche.“ Während dieses Gesprächs kommt eine Dienerin und flüstert al-Mutawakkil zu, dass Mahbubah im Harem singe und auf der Laute spiele. Der Kalif begibt sich in den Harem und lauscht an der Tür dem Gesang seiner Sklavin: „Ich gehe im Schloss umher und niemand redet mich an, kein Ohr vernimmt meine Klagen, als hätte ich ein Verbrechen begangen, das keine Buße wieder gutmachen kann; o wollte doch jemand bei dem König für mich sprechen, der mich im Traum besucht und mir verziehen hat; schon leuchtet ja der Morgen wieder, und noch bin Ich von ihm verstoßen.“ Als der Kalif die Verse hört, geht er in Mahbubas Gemach, die sogleich aufsteht, sich ihm zu Füßen wirft, seine Füße küsst und ihm sagt: „Ich habe dich heute Nacht im Traum gesehen und daher beim Erwachen die Verse gedichtet, die du eben gehört.“ Der Kalif erzählt ihr auch von seinem Traum. Er versöhnt sich mit ihr und verbringt sieben Tage und Nächte bei ihr. Mahbubah liebt al-Mutawakkil so sehr, dass sie seinen Namen auf ihre Wangen eingräbt, und als er stirbt, bleibt sie allein von allen seinen Sklavinnen untröstlich bis zu ihrem Tod. Sie wird neben ihm begraben.